# Gmina Wieprz
Die Gmina Wieprz ist eine Landgemeinde im Powiat Wadowicki der Woiwodschaft Kleinpolen in Polen. Ihr Sitz ist das gleichnamige Dorf mit etwa 5000 Einwohnern.

## Geographie

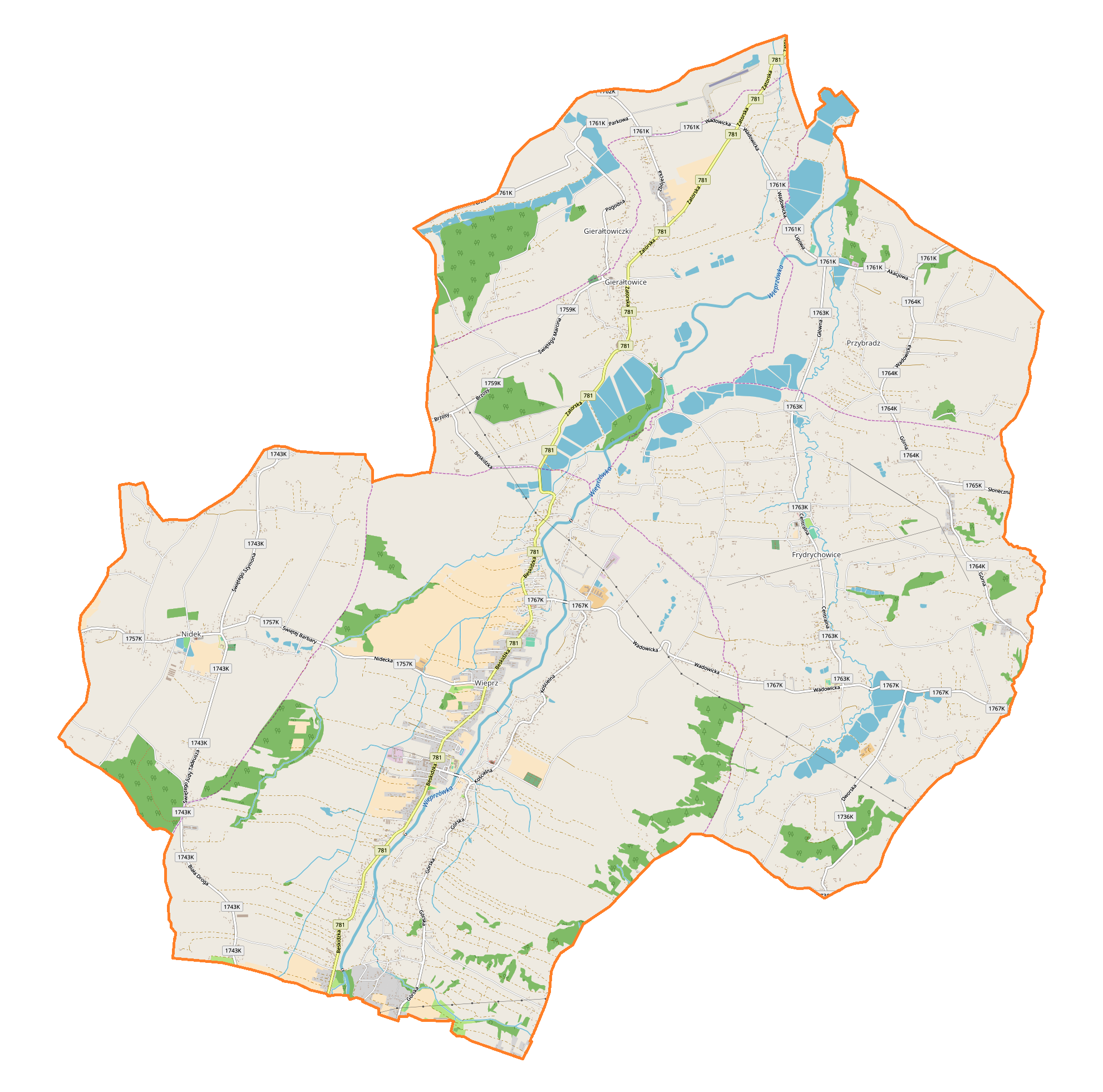
Karte der Landgemeinde

Die Gemeinde liegt im Auschwitzer Becken (Kotlina Oświęcimska) im Nordwesten des Powiats.
Nachbargemeinden sind Andrychów, Kęty, Osiek, Przeciszów, Tomice, Wadowice und Zator.

## Geschichte
Von 1975 bis 1998 gehörte die Landgemeinde zur Woiwodschaft Bielsko-Biała.

## Gliederung
Zur Landgemeinde (gmina wiejska) Wieprz gehören folgende sechs Dörfer mit einem Schulzenamt:
Frydrychowice, Gierałtowice, Gierałtowiczki, Nidek, Przybradz und Wieprz.

## Sehenswürdigkeiten
In die Denkmalliste der Woiwodschaft sind in der Gemeinde eingetragen:
- Die Holzkirche in Nidek, errichtet in den 1530er Jahren
- Das Herrenhaus in Nidek

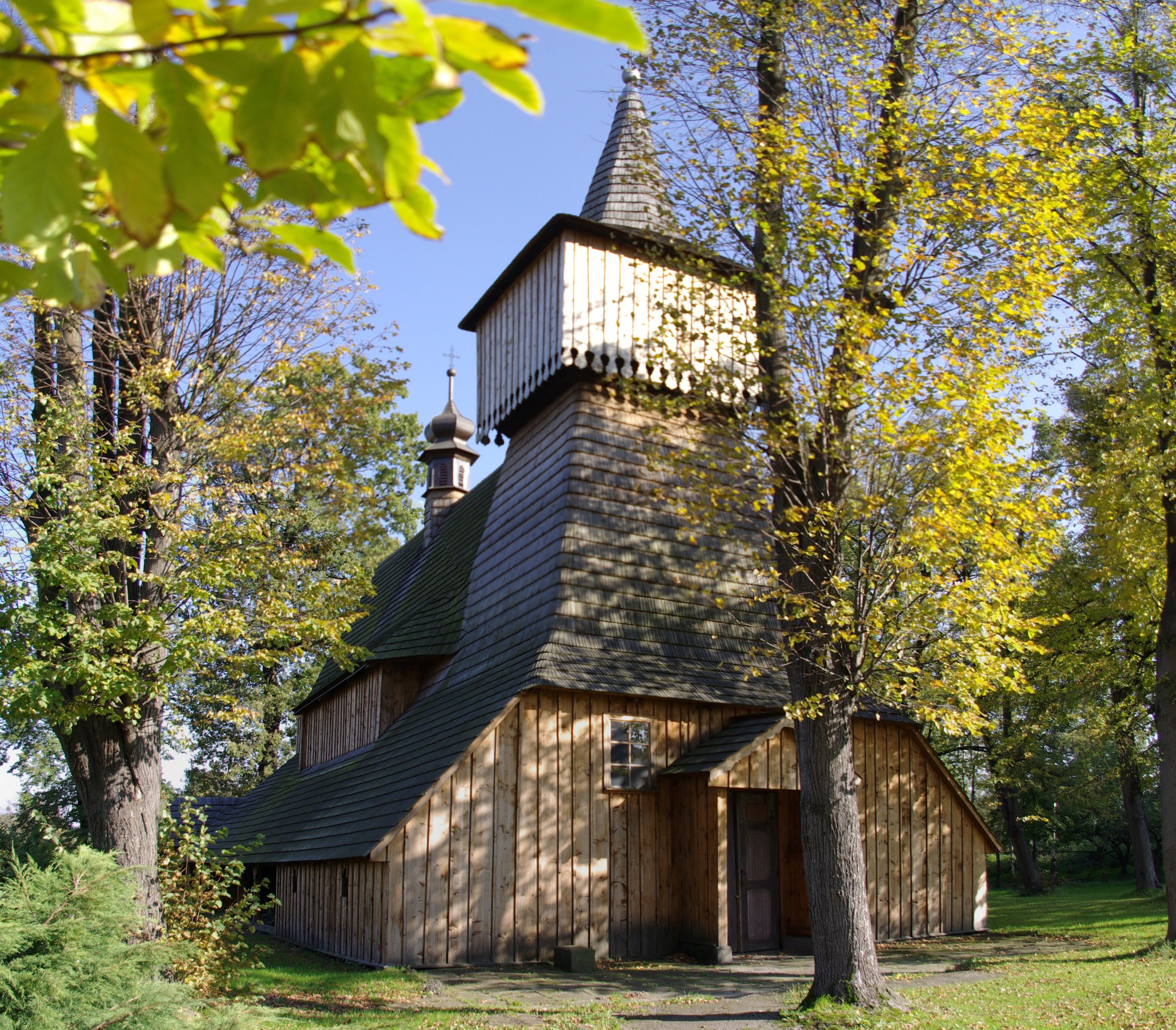
Holzkirche in Nidek
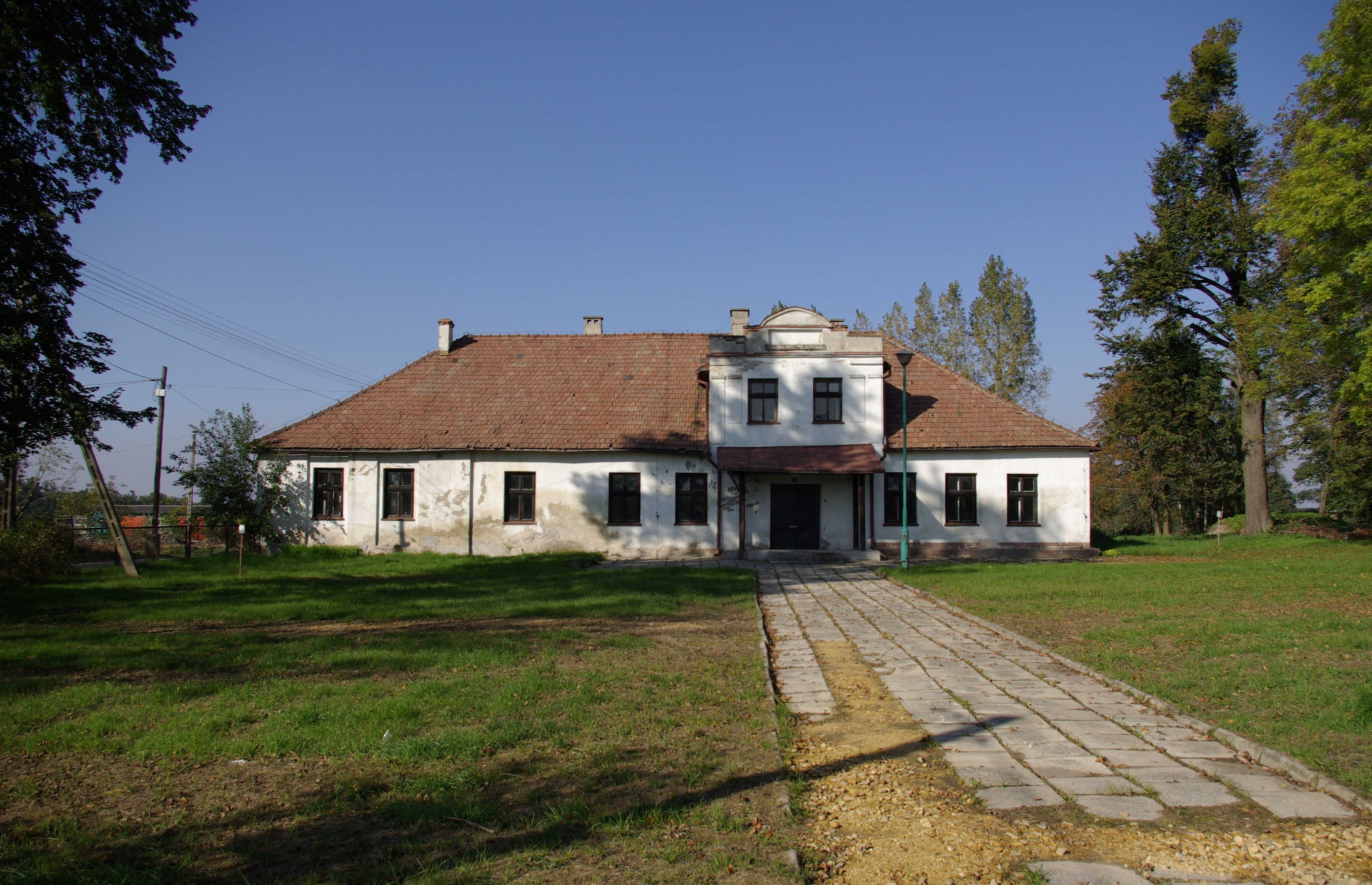
Herrenhaus in Nidek